# Liste der Naturdenkmale in Aichtal
| Naturdenkmale | Anzahl |
| ------------- | ------ |
| FND           | 30     |
| END           | 12     |
| Gesamt        | 42     |

Die Liste der Naturdenkmale in Aichtal nennt die verordneten Naturdenkmale (ND) der im baden-württembergischen Landkreis Esslingen liegenden Gemeinde Aichtal. In Aichtal gibt es insgesamt 42 als Naturdenkmal geschützte Objekte, davon 30 flächenhafte Naturdenkmale (FND) und 12 Einzelgebilde-Naturdenkmal (END).
Stand: 30. Oktober 2016.

## Flächenhafte Naturdenkmale (FND)
| Name                                                      | Bild           | Kennung     | Einzelheiten                     | Position | Fläche Hektar | Datum         |
| --------------------------------------------------------- | -------------- | ----------- | -------------------------------- | -------- | ------------- | ------------- |
| Aich mit Insel                                            |                | 81160493239 | Nürtingen, Aichtal               | ⊙        | 4,1           | 20. Feb. 1995 |
| Aich                                                      |                | 81160811634 | Aichtal                          | ⊙        | 2,7           | 20. Feb. 1995 |
| Aicher Heide                                              | BW             | 81160811629 | Aichtal                          | ⊙        | 4,1           | 20. Feb. 1995 |
| Bruchwald im Gewann Au                                    | BW             | 81160811626 | Aichtal                          | ⊙        | 1,6           | 20. Feb. 1995 |
| Eichenhain im Gewann Steidachwiesen                       | BW             | 81160811636 | Aichtal                          | ⊙        | 0,2           | 20. Feb. 1995 |
| Feldgehölz im Gewann Gassenäcker                          | BW             | 81160811603 | Aichtal                          | ⊙        | 0,1           | 20. Feb. 1995 |
| Feldhecke mit Eichen an der Wolfschluger Straße           |                | 81160811635 | Aichtal                          | ⊙        | 0,1           | 20. Feb. 1995 |
| Felsengruppe und Wasserfall im Döbelwald                  | weitere Bilder | 81160493219 | Nürtingen, Wolfschlugen, Aichtal | ⊙        | 4,7           | 20. Feb. 1995 |
| Feuchtgebiet Aichaltarm beim Mühlwehr                     | BW             | 81160811618 | Aichtal                          | ⊙        | 4,2           | 25. Aug. 1983 |
| Feuchtgebiet am Steinenberg                               | BW             | 81160811628 | Aichtal                          | ⊙        | 0,4           | 20. Feb. 1995 |
| Feuchtgebiet im Gewann Fuchswiesen                        | BW             | 81160811616 | Aichtal                          | ⊙        | 4,3           | 25. Aug. 1983 |
| Feuchtgebiet im Gewann Ohatal                             | BW             | 81160811627 | Aichtal                          | ⊙        | 0,9           | 20. Feb. 1995 |
| Gehölz im Gewann Herrschaftsbrücke                        | BW             | 81160811621 | Aichtal                          | ⊙        | 0,1           | 20. Feb. 1995 |
| Hecke als Vogelschutzgehölz                               | BW             | 81160811615 | Aichtal                          | ⊙        | 0,5           | 25. Aug. 1983 |
| Hecke im Gewann Butzenbiegel                              | BW             | 81160811625 | Aichtal                          | ⊙        | 0,5           | 20. Feb. 1995 |
| Heckengebiet „Hochsträß“ im Gewann Vorderes Gewand        | BW             | 81160811643 | Aichtal                          | ⊙        | 5,0           | 20. Feb. 1995 |
| Heide im Gewann Im Steidach                               |                | 81160811638 | Aichtal                          | ⊙        | 0,6           | 20. Feb. 1995 |
| Heide mit Gehölzen im Gewann Banholz                      | BW             | 81160811602 | Aichtal                          | ⊙        | 3,5           | 20. Feb. 1995 |
| Hillerwiese                                               | BW             | 81160811620 | Aichtal                          | ⊙        | 2,0           | 20. Feb. 1995 |
| Hohlweg im Gewann Steidachwiesen                          |                | 81160811637 | Aichtal                          | ⊙        | 0,6           | 20. Feb. 1995 |
| Hohlweg „Lerchenweg“                                      | BW             | 81160811632 | Aichtal                          | ⊙        | 0,2           | 20. Feb. 1995 |
| Kleingewässer mit Feldgehölz im Unteren Altgrötzinger Tal |                | 81160811642 | Aichtal                          | ⊙        | 1,0           | 20. Feb. 1995 |
| Lettengrube am Schaichbergsträßle                         | BW             | 81160811623 | Aichtal                          | ⊙        | 3,2           | 20. Feb. 1995 |
| Lettengrube im Gewann Erdgruben                           | BW             | 81160811604 | Aichtal                          | ⊙        | 4,9           | 20. Feb. 1995 |
| Lindenallee am Schützenhaus                               |                | 81160811633 | Aichtal                          | ⊙        | 0,7           | 20. Feb. 1995 |
| Maurerklinge                                              | BW             | 81160771426 | Filderstadt, Aichtal             | ⊙        | 4,0           | 22. Okt. 1993 |
| Steinbruch im Gewann Mittlere Neuhäuser Wand              |                | 81160811619 | Aichtal                          | ⊙        | 1,7           | 20. Feb. 1995 |
| Weide im Gewann Hauwiesen                                 | BW             | 81160811631 | Aichtal                          | ⊙        | 4,9           | 20. Feb. 1995 |
| 1 Feldhecke                                               |                | 81160811606 | Aichtal                          | ⊙        | 0,2           | 25. Aug. 1983 |
| 1 Feldhecke                                               | BW             | 81160811608 | Aichtal                          | ⊙        | 0,4           | 25. Aug. 1983 |
| Legende für Naturdenkmal                                  |                |             |                                  |          |               |               |